# Floriano (nome)
Floriano  è un nome proprio di persona italiano maschile.

## Varianti
- Femminili: Floriana[3]

### Varianti in altre lingue
- Albanese : Florian
- Basco: Polen[4]
- Bulgaro: Флориан (Florian)
- Catalano: Florià[4]
- Ceco: Florián
- Croato: Florijan[2]
- Greco moderno: Φλωριανός (Flōrianos)
- Francese: Florian[2]
  - Femminili: Floriane[3], Florianne[3], Florienne
- Inglese: Florian[5]
  - Femminili: Florian[5], Floriana[5]
- Latino: Florianus[1][2][5]
  - Femminili: Floriana[3]
- Lettone: Florians
- Lituano: Florijonas
- Polacco: Florian[2]
- Rumeno: Florian
- Russo: Флориан (Florian)
- Serbo: Флоријан (Florijan)
- Slovacco: Floriano[4], Florián[4]
- Sloveno: Florjan
- Spagnolo: Florián
- Tedesco: Florian[2]
- Ucraino: Флоріан (Florian)
- Ungherese: Flórián

## Origine e diffusione
Deriva dal latino Florianus, un gentilizio derivato del nome Florus, quindi è un patronimico che significa "appartenente a Floro", "discendente di Floro". Può anche essere interpretato come nome teoforico, quindi "appartenente a Flora".

## Onomastico
L'onomastico si può festeggiare in memoria di più santi, alle date seguenti:
- 4 maggio, san Floriano, martire presso il fiume Enns a Lorch sotto Diocleziano, patrono della Polonia[5][6][7]
- 9 luglio, santa Floriana, martire con santa Faustina a Roma[7]
- 12 agosto, beato Florian Jozef Stępniak, sacerdote cappuccino e martire a Dachau[7]
- 17 dicembre, san Floriano, martire con altri compagni in Palestina, venerato a Bologna[6][7]

## Persone
- Floriano, imperatore romano
- Floriano di Lorch, santo austriaco

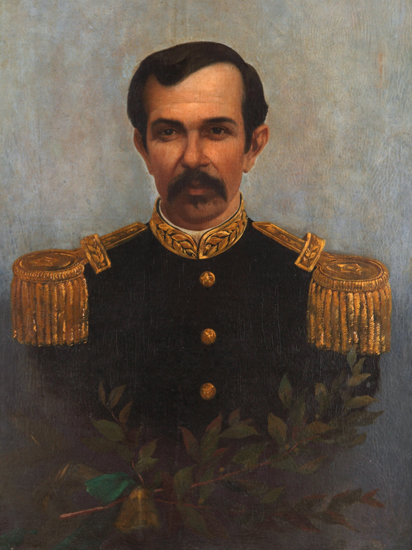
Floriano Vieira Peixoto

- Floriano di Oderzo, vescovo italiano
- Floriano Bodini, scultore italiano
- Floriano Caldani, anatomista e scienziato italiano
- Floriano Del Secolo, giornalista, docente e politico italiano
- Floriano Del Zio, patriota e politico italiano
- Floriano Ferramola, pittore italiano
- Floriano Pagliara, pugile italiano
- Floriano Papi, zoologo, etologo e docente italiano
- Floriano Vieira Peixoto, militare e politico brasiliano

### Variante Florian

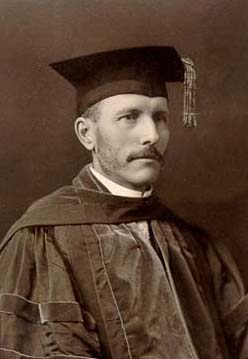
Florian Cajori

- Florian Cajori, matematico svizzero
- Florian Ceynowa, scrittore, linguista e attivista polacco
- Florian-Jules-Félix Desprez, cardinale francese
- Florian Gallenberger, regista e sceneggiatore tedesco
- Florian Henckel von Donnersmarck, regista, sceneggiatore, produttore cinematografico e montatore tedesco
- Florian Kringe, calciatore tedesco
- Florian Leopold Gassmann, compositore austriaco
- Florian Martens, attore tedesco
- Florian Myrtaj, calciatore e dirigente sportivo albanese
- Florian Schneider, musicista tedesco

### Altre varianti maschili
- Flórián Albert, calciatore ungherese

### Varianti femminili
- Floriana Bertone, pallavolista italiana
- Floriana Casellato, politica italiana
- Floriana Garuccio, cestista e allenatrice di pallacanestro italiana
- Floriane Liborio, taekwondoka francese
- Floriana Lima, attrice statunitense